# Lý Nhân (xã)
Lý Nhân là một xã thuộc huyện Vĩnh Tường, tỉnh Vĩnh Phúc, Việt Nam.
Xã có diện tích 2,89 km², dân số năm 1999 là 4956 người, mật độ dân số đạt 1715 người/km².